# Gellért Lajos
Gellért Lajos, Grünfeld (Irsa, 1885. november 5. – Budapest, 1963. január 28.) magyar színész, író, érdemes művész.

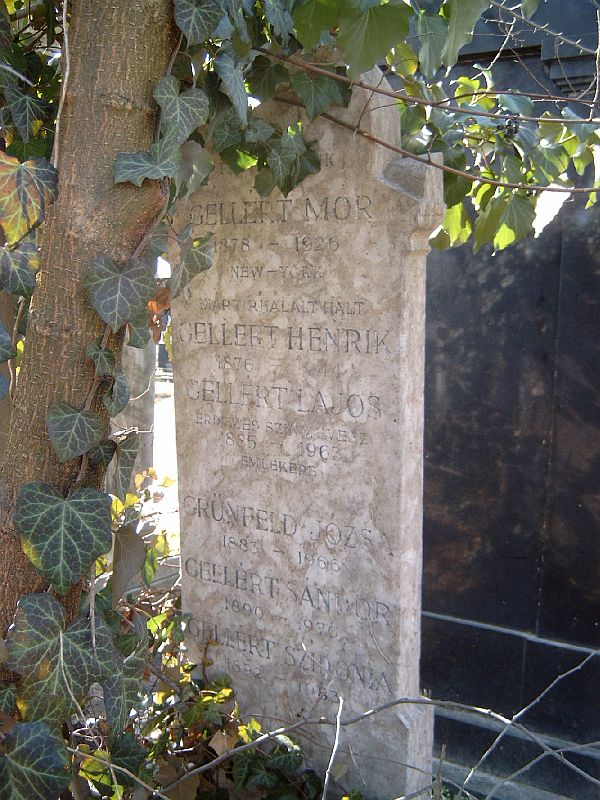
Gellért Lajos sírja

## Életpályája
Grünfeld Gyula és Friedmann Terézia fia. Családi nevét 1904-ben Gellértre változtatta. 1904–1907 között végzett a Színművészeti Akadémia színész szakán, utána Pécsre került. 1907-ben a Thália Társasághoz csatlakozott. 1908–1909 között a kecskemét–makói társaságban szerepelt. 1910-től a Kamarajáték előadásain volt látható. 1912-ben az Új Színpadon lépett fel. 1916-tól a Modern Színpad, 1918-ban a Fasor Kabaré, 1918-tól a Belvárosi Színház tagja volt. 1924–1925 között a Renaissance Színházban, majd 1925–1928 között ismét a Belvárosi Színházban játszott. 1928–1931 között az Új Színházban, 1931–1934 között a Magyar Színházban szerepelt. 1933-ban a Bethlen Téri Színház dramaturg–főrendezője lett. 1936-ban a Művész Színházban lépett fel. 1940–1944 között csak az OMIKE-ben játszhatott. 1945–1946 között a Medgyaszay Színpad, a Szabad Színház és a Magyar Színház előadásaiban lépett színpadra. 1947–1955 között a Nemzeti Színház tagja volt. 1955–1960 között a Petőfi Színházban volt látható, 1961-ben a Jókai Színház tagja volt.

## Magánélete
Felesége Ürmössy Anikó (1892–1968) színésznő volt, akivel 1918. január 10-én kötött házasságot Budapesten, az Erzsébetvárosban. Gellért Lajos zsidó volt, Ürmössy Anikó régi nemesi családból származott. A család kezdetben ellenezte a házasságot, de Anikó ragaszkodott hozzá. Házasságuk tartósnak bizonyult.

## Színházi szerepei
A Színházi Adattárban regisztrált bemutatóinak száma: 26.
| - Molière: Tudós nők....Chrysale - William Shakespeare: III. Richárd....Sir James Tyrrel - Shaw: Warrenné mestersége....A tiszteletes - William Shakespeare: Othello....Követ - Tolsztoj: Anna Karenina....Kornej - Molière: Gömböc úr....Oronte - William Shakespeare: Macbeth....Skót orvos - Lope de Vega: Donna Juana....Don Ramon - Schiller: Ármány és szerelem....Von Kalb főudvarmester - Katona József: Bánk bán....Egy udvarnok - William Shakespeare: Hamlet....Polonius - Visnyevszkij: Feledhetetlen 1919....A haditanács egyik tagja - Molière: A fösvény....Simon | - Gorkij: Szomov és a többiek....Liszogonov - Jonson: Volpone....Corbaccio - Trenyov: Gimnazisták....Adamov - Remenyik Zsigmond: Kard és kocka....Pöschl - Hubay Miklós: Egyik Európa....Nagyapa - Hasek: Svejk....Orvosszakértő - Caragiale: Az elveszett levél....Agamemnon Dandanache - Maugham: A királyért....Dr. Prentice - Blazek: Mesébe illik....Apóka - Gáspár Margit: Égiháború....A Tájékoztatási Miniszter - Pogogyin: Arisztokraták....Kisember - Maeterlinck: Kék madár....Nagyapó - Mihály István: Béla, aki 26 éves.... Címszerep |

### Egyéb színházi szerepei
- Ibsen: Kísértetek....Oswald
- Karinthy Frigyes: Holnap reggel....Ember Sándor
- Molnár Ferenc: A vörös malom....Magister
- William Shakespeare: A velencei kalmár....Shylock

## Filmjei

### Színészként
- Házasodik az uram (1913)
- Fixírozzák a feleségem (1914)
- Az ősember (1917)
- Az élet királya (1918)
- A bánya titka (1918)
- Tavaszi vihar (1918)
- Az isten fia és az ördög fia (1918)
- Az aranyborjú (1918)
- Álarcosbál (1918)
- Fekete kapitány (1920)
- Újraélők (1920)
- Lidércnyomás (1921)
- Repülő arany (1932)
- Úri muri (1950)

### Rendezőként
- Az egér (1921)

## Művei
- Levelek az én megholt édesanyámhoz... (1921)
- Írás egy emberről, aki mindenképp boldog akar lenni (regényes önéletrajz, 1921)
- Száz színész egy sorba... (karikatúrák, Gedő Lipóttal, 1923)
- Kvartett (dráma, Somlár Zsigmonddal, 1923)
- Egy cigány, egy király (portrék és karikatúrák, Tyrnauer Istvánnal, 1928)
- Szegény angyalok (dráma, 1930)
- Timosa (dráma, 1932)
- Gurul a becsület (regény, 1941)
- Elajándékozott évek (elbeszélés, 1943)
- Nyitott szemmel (visszaemlékezés, 1958)

## Díjai
- Érdemes művész (1956)